# Калугерене
Калугерене (болг. Калугерене) — село в Болгарии. Находится в Силистренской области, входит в общину Главиница. Население составляет 578 человек. Село находится в историко-географической области Южная Добруджа.
Село Калугерене расположено в километре к востоку от Главиницы.

## Политическая ситуация
В кметстве Калугерене, должность кмета (старосты) исполняет Лютфен Заид Мехмед.
Кмет (мэр) общины Главиница — Насуф Махмуд Насуф (Движение за права и свободы (ДПС)) по результатам выборов 2007 года в правление общины.